# دبای (دهانه)
دبای یک دهانه برخوردی در ماه است.

## دهانه‌های اقماری
این دهانه ۳ دهانه اقماری دارد.
| Debye | عرض جغرافیایی | طول جغرافیایی | قطر          |
| ----- | ------------- | ------------- | ------------ |
| Q     | ۴۷٫۵° N       | ۱۷۹٫۲° W      | ۲۶٫۰ کیلومتر |
| J     | ۴۸٫۴° N       | ۱۷۲٫۶° W      | ۳۰٫۰ کیلومتر |
| E     | ۵۰٫۴° N       | ۱۷۱٫۰° W      | ۴۱٫۰ کیلومتر |